# Selva Almada

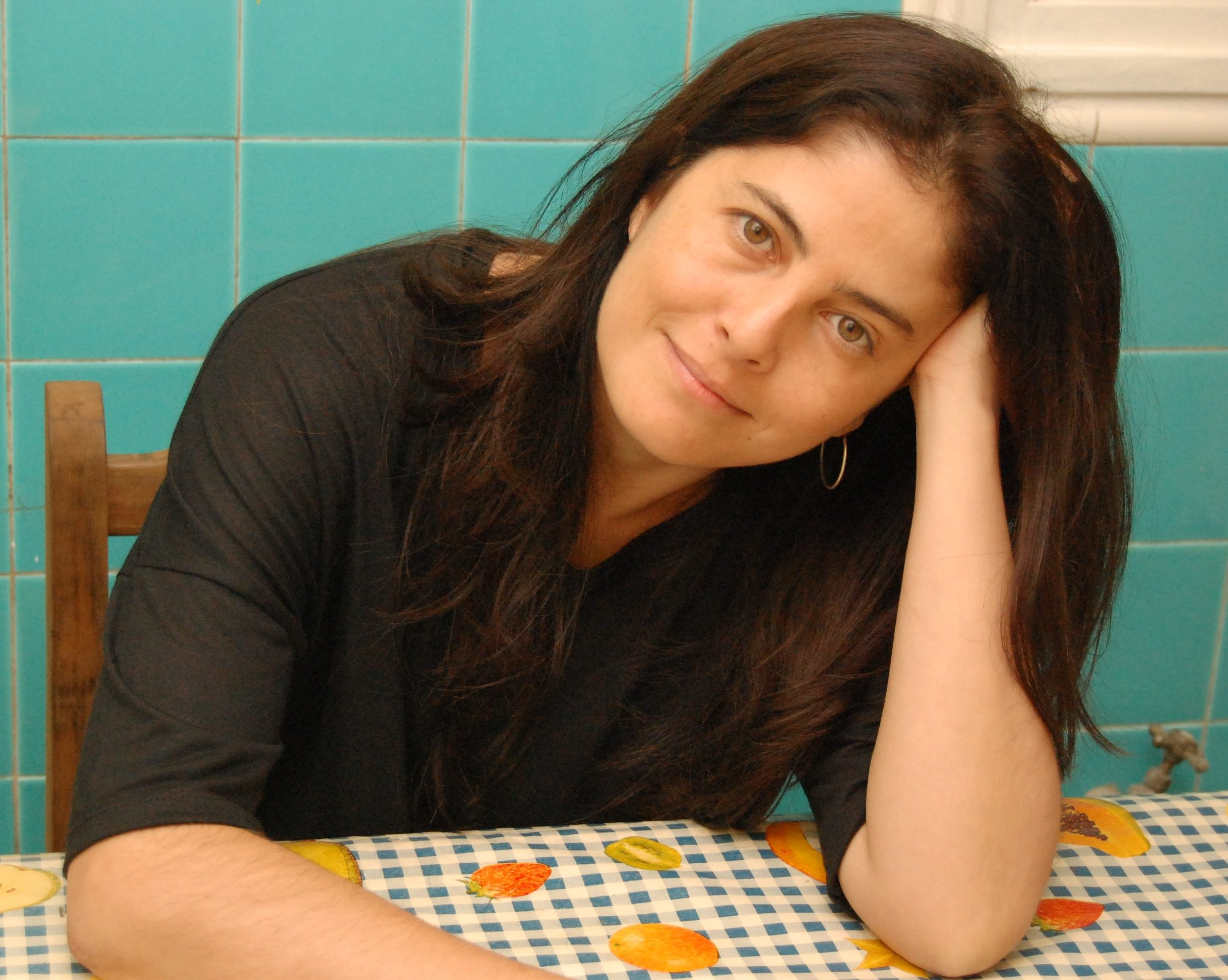
Selva Almada (2012)

Selva Almada (geboren 5. April 1973 in Villa Elisa, Entre Ríos) ist eine argentinische Schriftstellerin.

## Leben
Selva Almada wuchs in einer Kleinstadt im Chaco auf. 1991 ging sie zum Studium der Soziologie und der Literaturwissenschaft in die Provinzhauptstadt Paraná. Im Jahr 2000 zog sie nach Buenos Aires. 2007 erschien ihr Erzählband unter dem programmatischen Titel Una chica de provincia. Almada schreibt Lyrik, Erzählungen und Romane. Für ihre Dokumentation Chicas muertas erhielt sie ein Stipendium der argentinischen Nationalen Stiftung für Kunst (FNA).

## Werke (Auswahl)
- Mal de muñecas. Gedichte. Carne Argentina, 2003
- Niños. Novelle. La Plata : Universidad de La Plata, 2005
- Una chica de provincia. Erzählungen. Buenos Aires : Gárgola, 2007 (Ein Mädchen aus der Provinz)
- El viento que arrasa. Roman. Buenos Aires : Mardulce, 2012
  - Sengender Wind. Übersetzung Christian Hansen. Berlin : Berenberg, 2016
- Intemec. Los Proyectos, 2012
- Ladrilleros. Roman. Buenos Aires : Mardulce, 2013 (Backsteinmacher)
- Chicas muertas. Dokumentarischer Roman. Buenos Aires : Random House, 2014 (Tote Mädchen)
- El desapego es una manera de querernos. Gesammelte Erzählungen. Buenos Aires : Random House, 2015 (Trennung ist eine Art zu lieben)
- El mono en el remolino: Notas del Rodaje de „Zama“ de Lucrecia Martel. Buenos Aires : Random House, 2017
  - Der Affe im Strudel. In: Lettre International 125, Sommer 2019, S. 112–119. ISSN 0945-5167
- No es un río. Roman. Literatura Random House, 2021
  - Kein Fluss. Übersetzung Christian Hansen. Berlin : Berenberg, 2023